# Centrodora grotiusi
Centrodora grotiusi är en stekelart som först beskrevs av Girault 1913.  Centrodora grotiusi ingår i släktet Centrodora och familjen växtlussteklar. Inga underarter finns listade.